# Muneng (Pakis)
Muneng is een bestuurslaag in het regentschap Magelang van de provincie Midden-Java, Indonesië. Muneng telt 1876 inwoners (volkstelling 2010).